# Frankensteins Monster jagen Godzillas Sohn
Frankensteins Monster jagen Godzillas Sohn (jap. 怪獣島の決戦 ゴジラの息子, Kaijūtō no kessen: Gojira no musuko) ist ein japanischer Film des Regisseurs Jun Fukuda. Es handelt sich um den achten Teil der Godzilla-Reihe des Tōhō-Studios.

## Handlung
Auf der fiktiven Insel Sollgell Island arbeitet ein Wissenschaftlerteam unter der Leitung von Dr. Tsunezou Kusumi an einer Wetterkontrollanlage. Bei einem Test entweicht aus der Maschine radioaktives Gas. Durch dieses steigert sich die Körpergröße der auf der Insel lebenden riesigen Gottesanbeterinnen (im Original Kamakirasu). Einige Wissenschaftler beobachten im Folgenden, wie drei dieser Geschöpfe ein riesenhaftes Ei angreifen. Infolge dieser Angriffe zerbricht dieses und ein putziges, an Godzilla entfernt erinnerndes Baby kommt zum Vorschein. Aufgrund der Hilferufe dieses Babys erscheint kurz darauf Godzilla, der zwei der Gottesanbeterinnen tötet und die Basis der Wissenschaftler verwüstet.
Das Baby wächst schnell zu ungefähr der halben Größe von Godzilla heran und trainiert in einer Szene zusammen mit seinem Elternteil das Brüllen und das Ausatmen des atomaren Feuers. Hierbei bringt der Junior zuerst nur Rauchringe hervor. Dieser Minilla genannte Godzilla-Nachwuchs kommt Reiko zur Hilfe, als diese von der übrig gebliebenen dritten Gottesanbeterin angegriffen wird. Dies weckt eine riesige Spinne (im Original Kumonga), in deren Netz sich Minilla verfängt. Es kommt zum Kampf zwischen dem herbeigeeilten Godzilla und der Riesenspinne.
Nachdem Godzilla und Sohn Kumonga besiegt haben, werden er und Minilla auf der eigentlich tropischen Insel von einem durch die Wetterkontrollmaschine erzeugten Wetterumsturz eingeschneit.

## Erwähnenswertes
Auch wenn der deutsche Titel „Frankensteins Monster jagen Godzillas Sohn“ lautet, hat dieser Film keinen Bezug zu den Frankenstein-Filmen. Im Fernsehen wurde auch der alternative Titel „Godzillas Sohn“ verwendet.
Der Film wurde offensichtlich für ein jüngeres Publikum gedreht als die vorhergehenden Teile. Handelte es sich beim ersten Godzilla-Film noch um einen Horrorfilm, trifft dies auf diesen Film nicht mehr zu. Besonders die „Lernszene“ von Minilla hat eher Ähnlichkeit mit einem Slapstick-Film. Die amerikanische Schnittfassung (Monster Island's Decisive Battle: Godzilla's Son) ist ca. zwei Minuten kürzer als die Ursprungsversion und enthält einige kleinere Änderungen.

## Uraufführungen
- Japan: 16. Dezember 1967

Kinoplakat (1967)

- Bundesrepublik Deutschland: 15. Juli 1971[2]

## Rezeption
Der Film spielte weltweit rund 8,4 Millionen US-Dollar ein.
Ein relativ gemischte Kritik bekam der Film bei der Webseite Rotten Tomatoes. Dort gefiel der Film bei den Kritikern zu 60 Prozent. Eine schlechte Bewertung bekam der Film beim Publikum, dort gefiel der Film zu 30 Prozent.
Das Lexikon des internationalen Films betitelte das Werk als „Unbekümmert inszeniertes, fantasievoll-naives Science-fiction-Märchen mit Disney-Anleihen.“

## Synchronisation
Die deutsche Synchronisation entstand 1971 bei der Deutsche Synchron KG in Berlin.
| Rolle            | Schauspieler    | Synchronsprecher      |
| ---------------- | --------------- | --------------------- |
| Goro             | Akira Kubo      | Thomas Danneberg      |
| Professor Kusumi | Tadao Takashima | Jürgen Thormann       |
| Reiko            | Bibari Maeda    | Renate Danz           |
| Dr. Fujisaki     | Akihiko Hirata  | Gert Günther Hoffmann |
| Morio            | Kenji Sahara    | Lothar Blumhagen      |
| Furukawa         | Yoshio Tsuchiya | Rolf Schult           |
| Navigator        | Kazuo Suzuki    | Gerd Martienzen       |